# Masonic Temple Building (rue Fayetteville, Raleigh)
 (septembre 2018).
Le Masonic Temple Building est un édifice situé au 133, rue Fayetteville (en) à Raleigh en Caroline du Nord aux États-Unis. Il s'agit du premier gratte-ciel en béton renforcé construit en Caroline du Nord. Celui-ci mis en œuvre par les francs-maçons en 1907. C'est un édifice de sept étages qui a été conçu par l'architecte Charles McMillan et érigé par la compagnie Carolina Construction.
Le bâtiment a été inscrit au Registre national des lieux historiques des États-Unis en 1979. C'est l'un des deux lieux du registre portant le même nom situés à Raleigh, l'autre étant le Masonic Temple Building (en) sur la rue Blount, également construit en 1907.